# Lista siturilor arheologice din județul Constanța - I
Lista siturilor arheologice din județul Constanța - I conține toate siturile arheologice din județul Constanța înscrise în Repertoriul Arheologic Național (RAN) și aflate în localități al căror nume începe cu litera I. RAN este administrat de Ministerul Culturii și Patrimoniului Național și cuprinde date științifice, cartografice, topografice, imagini și planuri, precum și orice alte informații privitoare la zonele cu potențial arheologic, studiate sau nu, încă existente sau dispărute.
Puteți căuta un sit din localitățile care încep cu litera I folosind formularul de mai jos sau puteți naviga prin toate siturile din județ la Lista siturilor arheologice din județul Constanța.
| Cod RAN                                  | Denumire | Localitate                        | Adresă                                | Datare                                 | Descoperit | Coordonate                                    | Imagine           | Erori            |
| ---------------------------------------- | --- | --------------------------------- | ------------------------------------- | -------------------------------------- | ---------- | --------------------------------------------- | ----------------- | ---------------- |
| 62725.01.01 (Cod LMI: CT-I-m-A-02557.02) | Valul mic de pământ de la Ivrinezu Mare / ansamblu Valul mic de pământ (Categorie: fortificație) (Tip: Val de pământ)                   | sat Ivrinezu Mare, comuna Peștera |                                       | sec. IV                                |            | 44°14′43″N 28°03′53″E / 44.24529°N 28.06464°E | Încărcați imagine | Raportați eroare |
| 61960.01.01 (Cod LMI: CT-I-s-B-02679)    | Fortificația de la Ion Corvin / ansamblu Fortificație de plan poligonal (Categorie: fortificație) (Tip: Fortificație)                   | sat Ion Corvin, comuna Ion Corvin |                                       |                                        |            |                                               | Încărcați imagine | Raportați eroare |
| 61960.02.01 (Cod LMI: CT-I-s-B-02680)    | Valul de pământ de la Ion Corvin / ansamblu anonim (Categorie: fortificație) (Tip: Val de pământ)                                       | sat Ion Corvin, comuna Ion Corvin |                                       |                                        |            |                                               | Încărcați imagine | Raportați eroare |
| 62039.09.01 (Cod LMI: CT-I-m-A-02682.02) | Necropola greacă și romană de la Istria - "Movilele Dese" / ansamblu anonim (Categorie: descoperire funerară) (Tip: Necropolă tumulară) | sat Istria, comuna Istria         | Movilele Dese                         | sec. VI a. Chr.-sec. I p. Chr.         |            | 44°34′04″N 28°45′40″E / 44.56773°N 28.76124°E | Încărcați imagine | Raportați eroare |
| 62039.09.02 (Cod LMI: CT-I-m-A-02682.01) | Necropola greacă și romană de la Istria - "Movilele Dese" / ansamblu anonim (Categorie: descoperire funerară) (Tip: Necropolă tumulară) | sat Istria, comuna Istria         | Movilele Dese                         | sec. I-IV                              |            | 44°34′04″N 28°45′40″E / 44.56773°N 28.76124°E | Încărcați imagine | Raportați eroare |
| 62039.03.01 (Cod LMI: CT-I-m-B-02683.01) | Situl arheologic grecesc de la Histria - "Bent" / ansamblu anonim (Categorie: locuire civilă) (Tip: Așezare)                            | sat Istria, comuna Istria         | Bent                                  | greacă sec. VI - V a. Chr.             |            |                                               | Încărcați imagine | Raportați eroare |
| 62039.03.02 (Cod LMI: CT-I-m-B-02683.02) | Situl arheologic grecesc de la Histria - "Bent" / ansamblu anonim (Categorie: locuire civilă) (Tip: Necropolă)                          | sat Istria, comuna Istria         | Bent                                  | greacă sec. VI - V a. Chr.             |            |                                               | Încărcați imagine | Raportați eroare |
| 62039.04.01 (Cod LMI: CT-I-s-B-02684)    | Așezarea rurală elenistică de la Istria / ansamblu anonim (Categorie: locuire civilă) (Tip: Așezare rurală)                             | sat Istria, comuna Istria         |                                       | greacă sec. IV - III a. Chr.           |            |                                               | Încărcați imagine | Raportați eroare |
| 62039.05.01 (Cod LMI: CT-I-s-B-02685)    | Așezarea rurală romană de la Istria / ansamblu anonim (Categorie: locuire civilă) (Tip: Așezare rurală)                                 | sat Istria, comuna Istria         |                                       | sec. II-III                            |            |                                               | Încărcați imagine | Raportați eroare |
| 62039.06.01 (Cod LMI: CT-I-m-B-02686.01) | Situl arheologic de la Istria - Sinoe / ansamblu anonim (Categorie: locuire civilă) (Tip: Locuire)                                      | sat Istria, comuna Istria         | Sinoe                                 | mil. IV a. Chr.                        |            |                                               | Încărcați imagine | Raportați eroare |
| 62039.06.02 (Cod LMI: CT-I-m-B-02686.02) | Situl arheologic de la Istria - Sinoe / ansamblu anonim (Categorie: locuire civilă) (Tip: Locuire)                                      | sat Istria, comuna Istria         | Sinoe                                 | sec. III-I a. Chr.                     |            |                                               | Încărcați imagine | Raportați eroare |
| 62039.06.03 (Cod LMI: CT-I-m-B-02686.01) | Situl arheologic de la Istria - Sinoe / ansamblu anonim (Categorie: locuire civilă) (Tip: Locuire)                                      | sat Istria, comuna Istria         | Sinoe                                 | sec. I-VI                              |            |                                               | Încărcați imagine | Raportați eroare |
| 62039.07.01 (Cod LMI: CT-I-s-B-02687)    | Locuirea neolitică de la Istria - "Drumul vacilor" / ansamblu anonim (Categorie: locuire civilă) (Tip: Locuire)                         | sat Istria, comuna Istria         | Drumul vacilor                        | mil. IV a. Chr.                        |            |                                               | Încărcați imagine | Raportați eroare |
| 62734.01.01 (Cod LMI: CT-I-m-B-02688.02) | Situl arheologic de la Ivrinezu Mic / ansamblu anonim (Categorie: fortificație) (Tip: Fortificație)                                     | sat Ivrinezu Mic, comuna Peștera  |                                       | sec. VI-V a. Chr.                      |            | 44°14′59″N 28°01′28″E / 44.24972°N 28.02435°E | Încărcați imagine | Raportați eroare |
| 62734.01.02 (Cod LMI: CT-I-m-B-02688.01) | Situl arheologic de la Ivrinezu Mic / ansamblu Urme de locuire (Categorie: fortificație) (Tip: Locuire)                                 | sat Ivrinezu Mic, comuna Peștera  |                                       |                                        |            | 44°14′59″N 28°01′28″E / 44.24972°N 28.02435°E | Încărcați imagine | Raportați eroare |
| 62734.01.03 (Cod LMI: CT-I-m-B-02688.03) | Situl arheologic de la Ivrinezu Mic / ansamblu anonim (Categorie: fortificație) (Tip: Val)                                              | sat Ivrinezu Mic, comuna Peștera  |                                       |                                        |            | 44°14′59″N 28°01′28″E / 44.24972°N 28.02435°E | Încărcați imagine | Raportați eroare |
| 62734.02.01 (Cod LMI: CT-I-s-B-02689)    | Așezarea de la Ivrinezu Mic / ansamblu Urme de locuire (Categorie: locuire civilă) (Tip: Așezare)                                       | sat Ivrinezu Mic, comuna Peștera  |                                       |                                        |            |                                               | Încărcați imagine | Raportați eroare |
| 62734.03.01 (Cod LMI: CT-I-m-A-02690.01) | Situl arheologic de la Ivrinezu Mic / ansamblu anonim (Categorie: locuire civilă) (Tip: Așezare)                                        | sat Ivrinezu Mic, comuna Peștera  |                                       | sec. IX-XI                             |            | 44°13′46″N 28°02′26″E / 44.22956°N 28.04045°E | Încărcați imagine | Raportați eroare |
| 62734.03.02 (Cod LMI: CT-I-m-A-02690.02) | Situl arheologic de la Ivrinezu Mic / ansamblu anonim (Categorie: locuire civilă) (Tip: Grup de tumuli)                                 | sat Ivrinezu Mic, comuna Peștera  |                                       |                                        |            | 44°13′46″N 28°02′26″E / 44.22956°N 28.04045°E | Încărcați imagine | Raportați eroare |
| 62128.01.01 (Cod LMI: CT-I-m-A-02691.04) | Situl arheologic de la Izvoarele - Cale-Gherghi / ansamblu anonim (Categorie: locuire civilă) (Tip: Cetate)                             | sat Izvoarele, comuna Lipnița     | Cale-Gherghi                          | La Tène - geto-dacică sec. III-I î.Hr. |            | 44°10′58″N 27°33′08″E / 44.18268°N 27.55221°E | Încărcați imagine | Raportați eroare |
| 62128.01.02 (Cod LMI: CT-I-m-A-02691.03) | Situl arheologic de la Izvoarele - Cale-Gherghi / ansamblu Cetatea Sucidava (Categorie: locuire civilă) (Tip: Cetate)                   | sat Izvoarele, comuna Lipnița     | Cale-Gherghi                          | sec. II-VI d.Hr.                       |            | 44°10′58″N 27°33′08″E / 44.18268°N 27.55221°E | Încărcați imagine | Raportați eroare |
| 62128.01.03 (Cod LMI: CT-I-m-A-02691.02) | Situl arheologic de la Izvoarele - Cale-Gherghi / ansamblu anonim (Categorie: locuire civilă) (Tip: Fortificație)                       | sat Izvoarele, comuna Lipnița     | Cale-Gherghi                          |                                        |            | 44°10′58″N 27°33′08″E / 44.18268°N 27.55221°E | Încărcați imagine | Raportați eroare |
| 62128.01.04 (Cod LMI: CT-I-m-A-02691.01) | Situl arheologic de la Izvoarele - Cale-Gherghi / ansamblu anonim (Categorie: locuire civilă) (Tip: Așezare)                            | sat Izvoarele, comuna Lipnița     | Cale-Gherghi                          |                                        |            | 44°10′58″N 27°33′08″E / 44.18268°N 27.55221°E | Încărcați imagine | Raportați eroare |
| 62039.01.01 (Cod LMI: CT-I-s-A-02681)    | Situl arheologic de la Histria - Cetate / ansamblu Bazilica episcopală (Categorie: locuire civilă) (Tip: Basilica)                      | sat Istria, comuna Istria         | sat Istria, com. Istria, punct Cetate | sec.V - VI d. Chr.                     | 1914       | 44°32′51″N 28°46′29″E / 44.5475°N 28.77472°E  | Încărcați imagine | Raportați eroare |
| 62039.01.02 (Cod LMI: CT-I-s-A-02681)    | Situl arheologic de la Histria - Cetate / ansamblu Basilica "Pârvan" (Categorie: locuire civilă) (Tip: Basilica)                        | sat Istria, comuna Istria         | sat Istria, com. Istria, punct Cetate |                                        | 1914       | 44°32′51″N 28°46′29″E / 44.5475°N 28.77472°E  | Încărcați imagine | Raportați eroare |
| 62039.01.03 (Cod LMI: CT-I-s-A-02681)    | Situl arheologic de la Histria - Cetate / ansamblu Basilica extra muros (Categorie: locuire civilă) (Tip: Basilica)                     | sat Istria, comuna Istria         | sat Istria, com. Istria, punct Cetate |                                        | 1914       | 44°32′51″N 28°46′29″E / 44.5475°N 28.77472°E  | Încărcați imagine | Raportați eroare |
| 62039.01.04 (Cod LMI: CT-I-s-A-02681)    | Situl arheologic de la Histria - Cetate / ansamblu Incinta arhaică (Categorie: locuire civilă) (Tip: Incintă)                           | sat Istria, comuna Istria         | sat Istria, com. Istria, punct Cetate | sec. VII - III a. Chr.                 | 1914       | 44°32′51″N 28°46′29″E / 44.5475°N 28.77472°E  | Încărcați imagine | Raportați eroare |
| 62039.01.05 (Cod LMI: CT-I-s-A-02681)    | Situl arheologic de la Histria - Cetate / ansamblu Zona sacră (Categorie: locuire civilă) (Tip: neprecizat)                             | sat Istria, comuna Istria         | sat Istria, com. Istria, punct Cetate |                                        | 1914       | 44°32′51″N 28°46′29″E / 44.5475°N 28.77472°E  | Încărcați imagine | Raportați eroare |
| 62039.01.06 (Cod LMI: CT-I-s-A-02681)    | Situl arheologic de la Histria - Cetate / ansamblu domus (Categorie: locuire civilă) (Tip: Domus)                                       | sat Istria, comuna Istria         | sat Istria, com. Istria, punct Cetate |                                        | 1914       | 44°32′51″N 28°46′29″E / 44.5475°N 28.77472°E  | Încărcați imagine | Raportați eroare |
| 62039.01.07 (Cod LMI: CT-I-s-A-02681)    | Situl arheologic de la Histria - Cetate / ansamblu extra muros, Poarta Mare-turnul Mare (Categorie: locuire civilă) (Tip: neprecizat)   | sat Istria, comuna Istria         | sat Istria, com. Istria, punct Cetate |                                        | 1914       | 44°32′51″N 28°46′29″E / 44.5475°N 28.77472°E  | Încărcați imagine | Raportați eroare |
| 62039.01.08 (Cod LMI: CT-I-s-A-02681)    | Situl arheologic de la Histria - Cetate / ansamblu Basilica Florescu (Categorie: locuire civilă) (Tip: Basilica)                        | sat Istria, comuna Istria         | sat Istria, com. Istria, punct Cetate |                                        | 1914       | 44°32′51″N 28°46′29″E / 44.5475°N 28.77472°E  | Încărcați imagine | Raportați eroare |
| 62039.01.09 (Cod LMI: CT-I-s-A-02681)    | Situl arheologic de la Histria - Cetate / ansamblu Histria (Categorie: locuire civilă) (Tip: Cetate)                                    | sat Istria, comuna Istria         | sat Istria, com. Istria, punct Cetate | sec. VII a. Chr. - sec. VII p. Chr.    | 1914       | 44°32′51″N 28°46′29″E / 44.5475°N 28.77472°E  | Încărcați imagine | Raportați eroare |
| 62039.01.10 (Cod LMI: CT-I-s-A-02681)    | Situl arheologic de la Histria - Cetate / ansamblu anonim (Categorie: locuire civilă) (Tip: așezare)                                    | sat Istria, comuna Istria         | sat Istria, com. Istria, punct Cetate | sec. VII a. Chr. - sec. VII p. Chr.    | 1914       | 44°32′51″N 28°46′29″E / 44.5475°N 28.77472°E  | Încărcați imagine | Raportați eroare |
| 62039.01.11 (Cod LMI: CT-I-s-A-02681)    | Situl arheologic de la Histria - Cetate / ansamblu anonim (Categorie: locuire civilă) (Tip: necropola)                                  | sat Istria, comuna Istria         | sat Istria, com. Istria, punct Cetate | sec. VII a. Chr. - sec. VII p. Chr.    | 1914       | 44°32′51″N 28°46′29″E / 44.5475°N 28.77472°E  | Încărcați imagine | Raportați eroare |
| 62734.04.01                              | Așezarea antică de la Ivrinezu Mic / ansamblu anonim (Categorie: locuire) (Tip: Așezare)                                                | sat Ivrinezu Mic, comuna Peștera  |                                       |                                        | 1979       |                                               | Încărcați imagine | Raportați eroare |
| 61960.03.01                              | Situl arheologic de la Ion Corvin / ansamblu anonim (Categorie: așezare) (Tip: Locuire în peșteră)                                      | sat Ion Corvin, comuna Ion Corvin |                                       |                                        |            | 44°06′57″N 27°48′42″E / 44.11583°N 27.81167°E | Încărcați imagine | Raportați eroare |
| 61960.03.02                              | Situl arheologic de la Ion Corvin / ansamblu anonim (Categorie: așezare) (Tip: Locuire în peșteră)                                      | sat Ion Corvin, comuna Ion Corvin |                                       | Boian                                  |            | 44°06′57″N 27°48′42″E / 44.11583°N 27.81167°E | Încărcați imagine | Raportați eroare |
| 61960.03.03                              | Situl arheologic de la Ion Corvin / ansamblu anonim (Categorie: așezare) (Tip: Locuire în peșteră)                                      | sat Ion Corvin, comuna Ion Corvin |                                       | Hamangia                               |            | 44°06′57″N 27°48′42″E / 44.11583°N 27.81167°E | Încărcați imagine | Raportați eroare |
| 61960.03.04                              | Situl arheologic de la Ion Corvin / ansamblu anonim (Categorie: așezare) (Tip: Locuire în peșteră)                                      | sat Ion Corvin, comuna Ion Corvin |                                       | Gumelnița                              |            | 44°06′57″N 27°48′42″E / 44.11583°N 27.81167°E | Încărcați imagine | Raportați eroare |
| 62128.02.01                              | Așezarea romană de la Izvoarele- Plantație / ansamblu anonim (Categorie: așezare) (Tip: Așezare)                                        | sat Izvoarele, comuna Lipnița     | Plantație                             |                                        |            |                                               | Încărcați imagine | Raportați eroare |
| 62128.02.01                              | Așezarea romană de la Izvoarele- Plantație / complex anonim (Categorie: așezare) (Tip: tezaur monetar)                                  | sat Izvoarele, comuna Lipnița     | Plantație                             |                                        |            |                                               | Încărcați imagine | Raportați eroare |
| 62725.02.01                              | Așezare Hamangia de la Ivrinezu Mare / ansamblu anonim (Categorie: așezare) (Tip: Așezare)                                              | sat Ivrinezu Mare, comuna Peștera |                                       | Hamangia - Ceamurlia de Jos            |            |                                               | Încărcați imagine | Raportați eroare |
| 62039.02.01                              | Așezarea greacă de la Istria / ansamblu anonim (Categorie: așezare) (Tip: Așezare)                                                      | sat Istria, comuna Istria         |                                       | greacă clasică                         |            |                                               | Încărcați imagine | Raportați eroare |
| 62039.02.02                              | Așezarea greacă de la Istria / ansamblu anonim (Categorie: așezare) (Tip: Așezare)                                                      | sat Istria, comuna Istria         |                                       | elenistică                             |            |                                               | Încărcați imagine | Raportați eroare |
| 62039.10.01                              | Așezarea romană de la Istria - Dealul Istriei / ansamblu anonim (Categorie: așezare) (Tip: Așezare)                                     | sat Istria, comuna Istria         | Dealul Istriei                        |                                        |            |                                               | Încărcați imagine | Raportați eroare |
| 62039.08.01                              | Situl preistoric de la Istria - Drumul Vacilor / ansamblu anonim (Categorie: așezare) (Tip: Așezare)                                    | sat Istria, comuna Istria         | Drumul vacilor                        | Hamangia                               |            |                                               | Încărcați imagine | Raportați eroare |
| 62039.08.02                              | Situl preistoric de la Istria - Drumul Vacilor / ansamblu anonim (Categorie: așezare) (Tip: Așezare)                                    | sat Istria, comuna Istria         | Drumul vacilor                        | Gumelnița                              |            |                                               | Încărcați imagine | Raportați eroare |
| 62725.03.01                              | Situl arheologic de la Ivrinezu Mare / ansamblu anonim (Categorie: locuire) (Tip: Așezare)                                              | sat Ivrinezu Mare, comuna Peștera |                                       | Gumelnița                              |            | 44°15′30″N 28°01′10″E / 44.25834°N 28.01944°E | Încărcați imagine | Raportați eroare |
| 62725.03.02                              | Situl arheologic de la Ivrinezu Mare / ansamblu anonim (Categorie: locuire) (Tip: Așezare)                                              | sat Ivrinezu Mare, comuna Peștera |                                       |                                        |            | 44°15′30″N 28°01′10″E / 44.25834°N 28.01944°E | Încărcați imagine | Raportați eroare |
| 62725.03.03                              | Situl arheologic de la Ivrinezu Mare / ansamblu anonim (Categorie: locuire) (Tip: Așezare)                                              | sat Ivrinezu Mare, comuna Peștera |                                       | romană                                 |            | 44°15′30″N 28°01′10″E / 44.25834°N 28.01944°E | Încărcați imagine | Raportați eroare |
| 62725.03.04                              | Situl arheologic de la Ivrinezu Mare / ansamblu anonim (Categorie: locuire) (Tip: Așezare)                                              | sat Ivrinezu Mare, comuna Peștera |                                       |                                        |            | 44°15′30″N 28°01′10″E / 44.25834°N 28.01944°E | Încărcați imagine | Raportați eroare |
| 62743.01.01                              | Situl arheologic de la Izvoru Mare- Cișmea / ansamblu anonim (Categorie: locuire) (Tip: Așezare)                                        | sat Izvoru Mare, comuna Peștera   | Cișmea                                | romană                                 |            | 44°09′11″N 28°09′44″E / 44.15306°N 28.16222°E | Încărcați imagine | Raportați eroare |
| 62743.01.02                              | Situl arheologic de la Izvoru Mare- Cișmea / ansamblu anonim (Categorie: locuire) (Tip: Așezare)                                        | sat Izvoru Mare, comuna Peștera   | Cișmea                                | Dridu                                  |            | 44°09′11″N 28°09′44″E / 44.15306°N 28.16222°E | Încărcați imagine | Raportați eroare |
| 62743.01.03                              | Situl arheologic de la Izvoru Mare- Cișmea / ansamblu anonim (Categorie: locuire) (Tip: Așezare)                                        | sat Izvoru Mare, comuna Peștera   | Cișmea                                | Gumelnița                              |            | 44°09′11″N 28°09′44″E / 44.15306°N 28.16222°E | Încărcați imagine | Raportați eroare |
| 62128.03.01                              | Cișmeaua de la Izvoarele - Valea cu Tei / ansamblu anonim (Categorie: construcție) (Tip: Cișmea)                                        | sat Izvoarele, comuna Lipnița     | Valea cu Tei                          |                                        |            | 44°10′47″N 27°33′41″E / 44.17967°N 27.56136°E | Încărcați imagine | Raportați eroare |
| 62128.04.01                              | Așezarea întărită de la Izvoarele - Cetatea de la Vadul Vacilor / ansamblu anonim (Categorie: locuire) (Tip: așezare fortificată)       | sat Izvoarele, comuna Lipnița     | Cetatea de la Vadul Vacilor           |                                        |            | 44°11′26″N 27°35′15″E / 44.19043°N 27.5874°E  | Încărcați imagine | Raportați eroare |
| 62128.05.01                              | Mormântul de la Izvoarele - Malul Roșu / ansamblu anonim (Categorie: descoperire funerară) (Tip: Mormânt)                               | sat Izvoarele, comuna Lipnița     | Malul Roșu                            |                                        |            |                                               | Încărcați imagine | Raportați eroare |
| 62128.06.01                              | Cetatea getică de la Izvoarele - Valea lui Voicu / ansamblu anonim (Categorie: locuire) (Tip: Cetate)                                   | sat Izvoarele, comuna Lipnița     | Valea lui Voicu                       | getică                                 |            | 44°11′36″N 27°35′47″E / 44.19323°N 27.59642°E | Încărcați imagine | Raportați eroare |
| 62128.07.01                              | Situl arheologic de la Izvoarele - Dealul de la Cetate / ansamblu anonim (Categorie: fort de apărare) (Tip: așezare)                    | sat Izvoarele, comuna Lipnița     | Dealul de la Cetate                   | Coslogeni                              |            | 44°11′40″N 27°36′06″E / 44.1944°N 27.60165°E  | Încărcați imagine | Raportați eroare |
| 62128.07.02                              | Situl arheologic de la Izvoarele - Dealul de la Cetate / ansamblu anonim (Categorie: fort de apărare) (Tip: Necropolă)                  | sat Izvoarele, comuna Lipnița     | Dealul de la Cetate                   | Hallstatt târziu                       |            | 44°11′40″N 27°36′06″E / 44.1944°N 27.60165°E  | Încărcați imagine | Raportați eroare |
| 62128.07.03                              | Situl arheologic de la Izvoarele - Dealul de la Cetate / ansamblu anonim (Categorie: fort de apărare) (Tip: așezare)                    | sat Izvoarele, comuna Lipnița     | Dealul de la Cetate                   |                                        |            | 44°11′40″N 27°36′06″E / 44.1944°N 27.60165°E  | Încărcați imagine | Raportați eroare |
| 62128.07.04                              | Situl arheologic de la Izvoarele - Dealul de la Cetate / ansamblu anonim (Categorie: fort de apărare) (Tip: așezare)                    | sat Izvoarele, comuna Lipnița     | Dealul de la Cetate                   | sec. IX-XI d.Hr.                       |            | 44°11′40″N 27°36′06″E / 44.1944°N 27.60165°E  | Încărcați imagine | Raportați eroare |
| 62128.07.05                              | Situl arheologic de la Izvoarele - Dealul de la Cetate / ansamblu Boba Pașa (Categorie: fort de apărare) (Tip: redută)                  | sat Izvoarele, comuna Lipnița     | Dealul de la Cetate                   |                                        |            | 44°11′40″N 27°36′06″E / 44.1944°N 27.60165°E  | Încărcați imagine | Raportați eroare |
| 62128.08.01                              | Așezarea populației Cernavoda III de la Izvoarele - Valea lui Leșu / ansamblu anonim (Categorie: locuire) (Tip: așezare)                | sat Izvoarele, comuna Lipnița     | Valea lui Leșu                        | Cernavodă III                          |            | 44°11′40″N 27°37′34″E / 44.19455°N 27.62617°E | Încărcați imagine | Raportați eroare |
| 62128.09.01                              | Cetatea romano-bizantină de la Izvoarele - Capul Dealului / ansamblu anonim (Categorie: locuire) (Tip: așezare)                         | sat Izvoarele, comuna Lipnița     | Capul Dealului                        | getică                                 |            | 44°11′29″N 27°37′51″E / 44.19127°N 27.63091°E | Încărcați imagine | Raportați eroare |
| 62128.09.01                              | Cetatea romano-bizantină de la Izvoarele - Capul Dealului / ansamblu anonim (Categorie: locuire) (Tip: Cetate)                          | sat Izvoarele, comuna Lipnița     | Capul Dealului                        |                                        |            | 44°11′29″N 27°37′51″E / 44.19127°N 27.63091°E | Încărcați imagine | Raportați eroare |